# Passaporto rumeno
Il passaporto rumeno (Pașaportul românesc) è un documento di identità rilasciato ai propri cittadini dalla Repubblica di Romania per i loro viaggi fuori dall'Unione europea e dallo Spazio economico europeo.
Vale come prova del possesso della cittadinanza rumena ed è necessario per richiedere assistenza e protezione presso le ambasciate rumene nel mondo.

## Caratteristiche
Il passaporto rumeno rispetta le caratteristiche dei passaporti dell'Unione europea.
La copertina è di colore rosso borgogna con lo stemma della Romania al centro, le scritte "UNIUNEA EUROPEANĂ" e subito sotto "ROMÂNIA" sopra lo stemma e la parola "PAȘAPORT" in basso.
Nel passaporto biometrico (e-passport) compare anche l'apposito simbolo  .